# Tramwaje w Vancie
Tramwaje w Vancie − planowany system komunikacji tramwajowej w fińskim mieście Vantaa.

## Historia
Pierwszy projekt budowy linii tramwajowej łączącej Tikkurila – Helsinki − port lotniczy Helsinki-Vantaa przedstawiono w 1990. W 2002 przedstawiono nowy projekt linii tramwajowej. Nowa linia tramwajowa według projektu ma połączyć dzielnice Tikkurila, Aviapolis i Myyrmäki-Martinlaakso.